# David McCandless
David McCandless (né en 1971) est un journaliste de données et spécialiste du design de l'information anglais. Il est connu pour son ouvrage Information is beautiful.

## Biographie
Il fait ses études universitaires au Westfield College à Londres.

## Publications
- 2010 : Information Is Beautiful
  - traduction française : Datavision : Mille et une informations essentielles et dérisoires à comprendre en un clin d'œil, éditions Robert Laffont, 222 pages
- 2014 : Knowledge is Beautiful

## Interventions
- TED Talk : The Beauty of data visualization, 2010, url